# Khaldoun Alexander Elmecky
 (février 2019).
Si vous disposez d'ouvrages ou d'articles de référence ou si vous connaissez des sites web de qualité traitant du thème abordé ici, merci de compléter l'article en donnant les références utiles à sa vérifiabilité et en les liant à la section « Notes et références ».
Khaldoun Alexander Elmecky, né le 21 janvier 1961 à Delft,, est un acteur néerlandais.

## Filmographie

### Cinéma et téléfilms
- 1990 : Krokodillen in Amsterdam (nl) : Koos
- 1990 : Kracht (nl) : Jeu
- 1994 : De zevenmijlskoffers : Le réfugié iranien
- 1994 : Coma : Le docteur
- 1995 : Coverstory (nl) : Merkel
- 1995 : De Partizanen (nl) : L'aumônier
- 1995 : Dag juf, tot morgen (nl) : Zeno
- 1996 : La robe, et l'effet qu'elle produit sur les femmes qui la portent et les hommes qui la regardent : Cremer
- 1996 : Marrakech[Quoi ?] : L'ambassadeur
- 1996 : Zwarte sneeuw (nl) : Malkowski
- 1998 : Het jaar van de opvolging (nl) : Frits Fowenhart
- 1999 : Cowboy uit Iran (nl) : Amir
- 1999 : Le train de 18h10 : Brouwer, l'officier de police
- 1999 : Blauw blauw (nl) : Karaboudjan
- 1999 : Leven en dood van Quidam Quidam (nl) : Ivo Voorzet
- 1999-2002 : Baantjer : Deux rôles (Jalal Barzani et David Smit)
- 2000 : Wildschut & De Vries (nl) : Ludwig
- 2000 : De belager : Le rechercher
- 2000-2003 : Wet & Waan (nl) : Vincent Pareira
- 2001 : Ochtendzwemmers (nl) : Le détective n°1
- 2001-2009 : Toen was geluk heel gewoon (nl) : Trois rôles (Paco, Capitaine Harmsen et Nikos Poupadopoulos)
- 2002-2006 : Intensive Care (nl) : Menno
- 2004 : Ernstige delicten (nl) : Le coordonnateur de traitement clinique du SCT
- 2007 : Timboektoe (nl) : Le père de Nona
- 2007 : De co-assistent (nl) : Le docteur Mulder
- 2010 : Deadline (nl) : Le chanteur
- 2010 : Bellicher : Le chirurgien de l'hôpital
- 2010-2014 : Bloedverwanten (nl) : Youssef Sarid
- 2012 : Lijn 32 (nl) : Joop, l'éditeur
- 2014 : Moordvrouw : Jonathan de Groot
- 2014 : De Deal (nl) : Gutman
- 2014 : Toen was geluk heel gewoon (nl) : Paco
- 2015 : Flikken Maastricht : Herman Posthumus
- 2016 : Centraal Medisch Centrum (nl) : Le psychologue Schippers
- 2017 : Klem (nl) : Laurens ter Heers
- 2018 : Flikken Rotterdam (nl) : Hans Keesmaat